# Sydafrikanska republiken

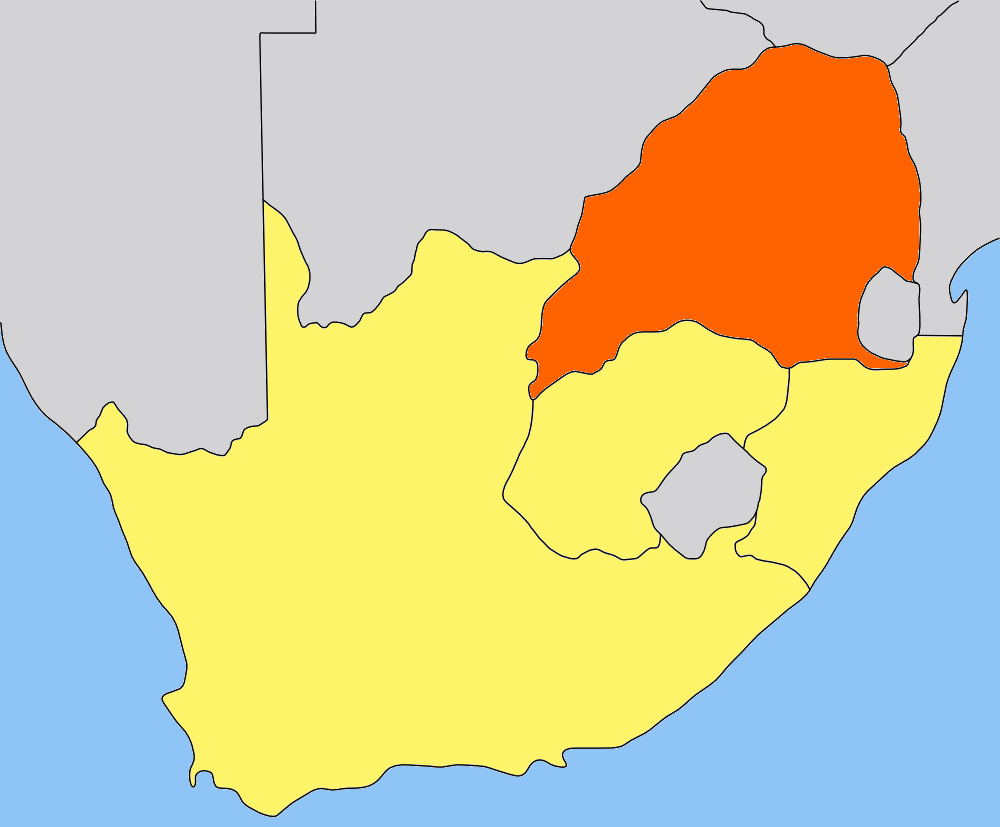
Läge (i rött)

Sydafrikanska republiken var en stat som låg i dagens Transvaal i Sydafrika och som existerade mellan 1856 och 1877 och sedan åter mellan 1881 och 1902. Det ersattes sedan av provinsen Transvaal, som en del av det Brittiska imperiet, efter misslyckandet i det andra boerkriget 1899–1902. En officer från andra boerkriget, Manie Maritz, försökte återskapa republiken under det så kallade Maritzupproret(no) genom att alliera sig med Tyska riket under det brittiska fälttåget mot Tyska Sydvästafrika(no) under första världskriget. Upproret stod sig i drygt fyra månader från 15 september 1914 till 4 februari 1915 men nedkämpades av de brittiska styrkorna.